# Musée Ehrensvärd
Le Musée Ehrensvärd (finnois : Ehrensvard-museo) est un musée situé dans le quartier de Suomenlinna à Helsinki en Finlande.

## Bâtiment
Le premier occupant du bâtiment est Augustin Ehrensvärd le fondateur de la forteresse de Suomenlinna. Il l'habitera à jusqu'en 1855 quand il perdra son flanc sud dans les bombardements franco-anglais durant la guerre de Crimée.
Le musée est dans l'ancienne habitation du commandant située dans la cour du château de l'île de Susisaari.
Fondé en 1927 et ouvert en 1930, il est géré par l'association Ehrensvärd-seura et il est ouvert durant la saison estivale.
Devant le musée on peut voir la tombe d'Augustin Ehrensvärd.

## Exposition
Le musée présente l’habitation d'un commandant de forteresse au XVIIIe siècle
Les expositions présentent des portraits, des armes et des maquettes de bateau.